# ロジェ・ボーフラン
ロジェ・ボーフラン（Roger Beaufrand、1908年9月25日 – 2007年3月14日）は、フランス、ラ・ガレンヌ＝コロンブ出身の自転車競技（トラックレース）選手。

## 来歴
1928年のアムステルダムオリンピック・スプリントで優勝。
この他、同年のグランプリ・ド・パリ アマ部門優勝、同じく、トラックレース世界選手権・アマスプリントでは2位に入った。
インドの元ホッケー選手、フェローズ・カーン（Feroze Khan、1904年9月9日 - 2005年4月21日）の他界後、オリンピック金メダリスト最年長生存者となった。また他界する数週間前に、レジオンドヌール勲章を受章している。